# Rudolf z Tiefenbachu
Rudolf z Tiefenbachu (německy Rudolf von Tiefenbach, 1582 - 4.3.1653) byl vojenský velitel ve službách Svaté říše římské v průběhu třicetileté války. Pocházel ze štýrského rodu Teuffenbachů.

## Tiefenbachové
Původem štýrský rod Tiefenbachu (Teuffenbachu) se dostal na Moravu v roce 1578. Tehdy císař Rudolf II. propustil léno v Drnholci do svobodného dědičného vlastnictví a prodal jej Kryštofu z Teuffenbachu, svému dosavadnímu veliteli na chorvatsko-slavonské hranici, polnímu zbrojmistru a dvorskému válečnému radovi. Na drnholecké panství pak Kryštof přivedl Chorvaty a osídlil jimi pusté vesnice. Kryštof z Teuffenbachu zemřel v roce 1598 a zanechal po sobě čtyři potomky, tři syny – Fridricha, Zikmunda, Rudolfa – a dceru Zuzanu.
Tiefenbachové byli luteráni, což se projevilo i na jejich postojích před a v průběhu třicetileté války.

## Fridrich z Tiefenbachu
Nejstarší Fridrich (Bedřich) se přidal na stranu pozdějšího císaře arciknížete Matyáše, táhnoucího v srpnu 1608 přes Drnholec do Brna. V roce 1611 se přidal k tažení proti císaři Rudolfovi II. a inicioval odboj moravských stavů. Půjčoval peníze na vyplácení žoldu stavovskému vojsku, za což byl odměněn olomouckými biskupskými statky ve Vyškově a Pustiměři. Vedl stavovská vojska v bitvě u Dolních Věstonic, kde porazil vojska císařského generála Dampierra. V únoru 1620 dobyl Mikulov a zpustošil sídlo kardinála Ditrichštejna. Poté se odebral na léčení do švýcarských lázní, kde byl zajat vojáky katolických kantonů, přepraven do Innsbrucku a tam 27. května 1621 popraven jako úhlavní nepřítel císaře.

## Zikmund z Tiefenbachu
Na straně stavů stál i Zikmund, který vlastnil panství veverské panství. 9. prosince 1619 byl zvolen na zemském sněmu v Brně stavovským defensorem. 15. června 1620 byl stavy zmocněn k pečetění zápisů vydávaných zemským sněmem na vypůjčené peníze. Po porážce stavů na Bílé hoře byl odsouzen k smrti a ztrátě statků. Po přímluvě bratra Rudolfa dostal od císaře milost. Poté se Zikmund věnoval správě svých statků. 9. března 1628 bylo vydáno nařízení pánům, rytířům a měšťanům královských měst, kteří nechtěli přestoupit ke katolictví, aby prodali své statky a vystěhovali se ze země. Tchán Žerotín odešel v roce 1629 do Vratislavi. Zikmund s Bohunkou odešli do Prešpurku. Nemuseli však prodat své statky. Zikmund zemřel v roce 1637 a drnholecké panství po něm zdědil bratr Rudolf.

## Rudolf z Teufenbachu
Přestože byl Rudolf původně protestantem, připojil se v roce 1613 ke katolickým Habsburkům. 14. října 1619 vedl císařské oddíly v bitvě u Prešpurku, kde byl poražen vojsky Gabriela Bethlena.
V bitvě na Bílé hoře vedl pravé křídlo císařského vojska a 1. pluk císařské armády, jehož součástí byl také regiment kyrysníků Albrechta z Valdštejna a jízdní regiment Jeana de Gauchiera. Když 10. července 1621 během obléhání pevnosti Nové Zámky padl generál Karel Bonaventura Buquoy, převzal Rudolf z Tiefenbachu část jeho velení. V roce 1623 se stal katolíkem a podporoval násilnou protireformaci na Moravě.
Za třicetileté války působil v armádě generála Tillyho a bojoval proti Sasům vedeným Janem Jiřím z Arnimu.
V roce 1631, poté co Torquato Conti odešel ze své funkce a velení předal Valdštejnovi, byl Rudolf z Tiefenbachu povýšen do hodnosti maršála císaře Svaté říše římské. Po roce 1634 byl Rudolf jedním z dvorních válečných radů s velkým vlivem u vídeňského dvora. Měl právo udílet šlechtictví a razit vlastní minci.
Po zavraždění Albrechta z Valdštejna v Chebu a zkonfiskování jeho statků císařem, se Rudolf v roce 1635 stal držitelem Jičína. V následných letech byly kvůli náklonnosti k císaři jeho statky pustošeny Švédy. Roku 1636 se stal Rudolf majitelem dalšího majetku po Valdštejnovi, kumburského a úlibického panství i s Novou Pakou. Po bratru Zikmundovi zdědil též v roce 1637 panství Drnholec na Moravě.
V roce 1639 byl jmenován rytířem Řádu Zlatého rouna. V roce 1650 sepsal závěť v níž zavázal mimo jiné své dědice k výstavbě kláštera pro konvent paulánů v Nové Pace.
Rudolf z Tiefenbachu zemřel 4. března 1653 v Nové Pace. Panství podle závěti získala jeho manželka Marie Eva Alžběta rozená ze Šternberka.